# Gornji Tkalec
 Gornji Tkalec  falu Horvátországban Zágráb megyében. Közigazgatásilag Vrbovechez tartozik.

## Fekvése
Zágrábtól 42 km-re északkeletre, községközpontjától 10 km-re északra a megye északkeleti határán fekszik. 

## Története
Tkalec nevét 1217-ben említik először, 1233-ban a birtokot a zágrábi püspök a Szent Sír Lovagrendnek ajándékozta. Nevét az oklevelekben többféleképpen is írták, így előfordul  "Laga, Kalisa, Kalista, Kališće, Kalec" alakban is. A falu régi Szűz Mária temploma 1425-ben épült. 1490 és 1611 között a zágrábi prépostság birtoka, majd 1611 és 1773 között a rend feloszlatásáig a zágrábi jezsuitáké volt, ezután egészen 1945-ig püspöki birtok. 1500 és 1520 között önálló plébániája volt. 1783 és 1801 között görögkatolikus püspöki székhely. Korai barokk négyszögletes alaprajzú egykori kastélyának ma csak romjai találhatók. A 18. században két szakrális épület is állt a településen. A barokk Szűz Mária templom és az időközben elpusztult Szent Apostolok kápolna. Utóbbi a falun kívül a mai temető területén állt, az egyházi vizitáció szerint értékes kincsei egy ezüstkehely és egy drága miseruha voltak. 
A falunak 1857-ben 226, 1910-ben 367 lakosa volt. Trianonig Belovár-Kőrös vármegye Kőrösi járásához tartozott. 2001-ben 218 lakosa volt. 

## Lakosság
| Lakosság változása | Lakosság változása | Lakosság változása | Lakosság változása | Lakosság változása | Lakosság változása | Lakosság változása | Lakosság változása | Lakosság változása | Lakosság változása | Lakosság változása | Lakosság változása | Lakosság változása | Lakosság változása | Lakosság változása |
| ------------------ | ------------------ | ------------------ | ------------------ | ------------------ | ------------------ | ------------------ | ------------------ | ------------------ | ------------------ | ------------------ | ------------------ | ------------------ | ------------------ | ------------------ |
| 1857               | 1869               | 1880               | 1890               | 1900               | 1910               | 1921               | 1931               | 1948               | 1953               | 1961               | 1971               | 1981               | 1991               | 2001               |
| 226                | 262                | 250                | 283                | 318                | 367                | 338                | 314                | 328                | 335                | 299                | 263                | 245                | 206                | 218                |

## Nevezetességei
Szűz Mária tiszteletére szentelt temploma a korábbi kastélyépület kápolnája volt. A kastély a 17. században épült. A hosszúkás, téglalap alaprajzú épület eredetileg a jezsuiták, majd a Kőrösi Főegyházmegye tulajdona volt. Árkádos verandája az udvarra nyílt. A romok veszélyessége miatt a kastélyt az alagsor kivételével 1986-ban elbontották, de megmaradt íves nyílású udvari portálja.  A kápolna egyhajós épület, téglalap alaprajzzal, belül lekerekített szentéllyel, egyemeletes sekrestyével és a nyugati főhomlokzaton fából készült harangtoronnyal. Boltozata barokk keresztboltozat. A kápolnának egyházlátogatás szerint 1720-ban három oltára, fatornyában két harangja volt. Egyik harangját 1761-ben Zágrábban öntötték. Sekrestyéjében Bazilij Božičović görögkatolikus püspök 1785-ből származó sírköve látható. Vrbovec környékének legfontosabb szakrális épületei közé tartozik.